# Jean Langevin
Pour les articles homonymes, voir Langevin.
Jean-Pierre-François Laforce-Langevin, né à Québec le 22 septembre 1821 et mort le 26 janvier 1892, est un prêtre québécois, premier évêque du diocèse de Rimouski.

## Biographie
Ordonné prêtre le 12 septembre 1844, il est devenu le directeur du Séminaire de Québec. En tant que directeur du séminaire, il fut l'un des fondateurs de l'Université Laval en 1852. Pasteur des paroisses de Sainte-Claire et de Beauport, il est ensuite le directeur de l'École normale Laval. 

### Évêque de Rimouski
Consacré évêque de Rimouski le 1er mai 1867 par Charles-François Baillargeon avec comme co-consécrateurs Edward John Horan et Louis-François Richer Laflèche, il démissionna en 1891 et mourut en 1892.

## Œuvre
Mgr Langevin apporte une large contribution à la structuration du territoire lui ayant été confié à titre de premier évêque de Rimouski. Il met sur pied un séminaire diocésain permettant ainsi la formation d'un clergé local. Conséquemment, il complète l'organisation d'un collège classique fondé par les abbés Cyprien Tanguay et Georges Potvin et l'adopte comme séminaire du diocèse, la colonisation occasionnant ainsi des besoins en ressources pour les nouvelles paroisses. Sous son épiscopat, 28 nouvelles paroisses sont érigées. Mgr Langevin ordonne 90 prêtres pendant les 24 années de son épiscopat. À titre d'exemple, naît la paroisse de Sainte-Anne de la Pointe-au-Père, à la suite des revendications des résidents de l'époque, pour laquelle il décrète officiellement la construction d'une future chapelle le 8 février 1873.  La distance de Sainte-Anne-de-Beaupré étant importante pour les gens de son diocèse, il devient impératif aux yeux de l'évêque, de créer ce lieu de pèlerinage.  Il eut particulièrement à cœur durant son épiscopat, la cause de ce sanctuaire en l'honneur de sainte Anne. Sa lettre pastorale du 26 juillet 1874, à l'occasion de la bénédiction de la chapelle, en témoigne de cet état de fait : « dans notre pensée, cette chapelle n'est pas destinée uniquement à pourvoir aux besoins spirituels de cette localité, mais elle est appelée à devenir un lieu de pèlerinage pour une grande partie de notre diocèse...beaucoup de personnes, qui étaient privées d'accomplir le pèlerinage à Sainte-Anne, à cause de la grande distance à parcourir, pourront désormais satisfaire aisément leur dévotion... ».  Aujourd'hui encore, de nombreux fidèles perpétue la tradition de ce pèlerinage.  Également, il introduit la Congrégation de Notre-Dame dans le diocèse et en 1879 il sanctionne la fondation des sœurs de Notre Dame du saint Rosaire en nommant Élisabeth Turgeon comme directrice et fondatrice.  Cette congrégation dont le parcours est assuré par son frère le vicaire-général Langevin, qui établit le chapitre de la cathédrale en 1878.

### Interventions politiques
Ultramontain et disciple de Pie IX, Mgr Langevin défend une vision « d'une société traditionnelle, de type rural et agricole, de type théocratique et sacral à caractère providentialiste », souligne l'historien Gérald Garon. Pour le premier évêque de Rimouski, la vie à la campagne s'oppose aux vices de la ville et la prépondérance du sacré sur le profane doit être constamment affirmée, même au moment des élections.
À plusieurs reprises, Mgr Langevin intervient sur la scène politique, avec une présence qui déborde largement le cadre régional de son diocèse.  À plus d'un égard, on y retrouve son nom sur la scène politique provinciale. En 1875, face à la candidature d'un protestant comme candidat à l'élection fédérale dans le comté de Bonaventure, il demande que le clergé  « use de son influence prudemment mais activement pour engager nos catholiques à ne pas le supporter ». L'appel est entendu et le candidat défait porte sa cause devant les tribunaux ; l'élection est annulée. Indigné, Mgr Langevin mène une campagne pour faire destituer le juge Louis-Napoléon Casault de sa chaire à l'Université Laval. En 1890, il fait campagne contre le premier ministre libéral Honoré Mercier dans Bonaventure.
Son implication politique se manifeste aussi dans le choix du tracé de la construction du chemin de fer de l'Intercolonial.  Ce dernier est en faveur du tracé Robinson dont le développement futur de son diocèse et de ses institutions en dépend grandement. Il fait des pressions sur son frère, Hector-Louis Langevin, devenu secrétaire d'État à Ottawa, afin qu'il joue de son influence politique.